# 모치이 교타
모치이 교타(일본어: 持井 響太, 1999년 1월 20일~)는 일본의 축구 선수이다.

## 구단 경력
그는 2021년 J2리그의 도쿄 베르디에 입단했다. 2022년 J2리그의 SC 사가미하라로 이적했다. 2023년 아술 클라로 누마즈로 이적했다. 2024년까지 73경기에 출전하여, 12득점을 넣었다. 2025년 J2리그의 FC 이마바리로 이적했다.